# Bassin sédimentaire de l'Ouest canadien

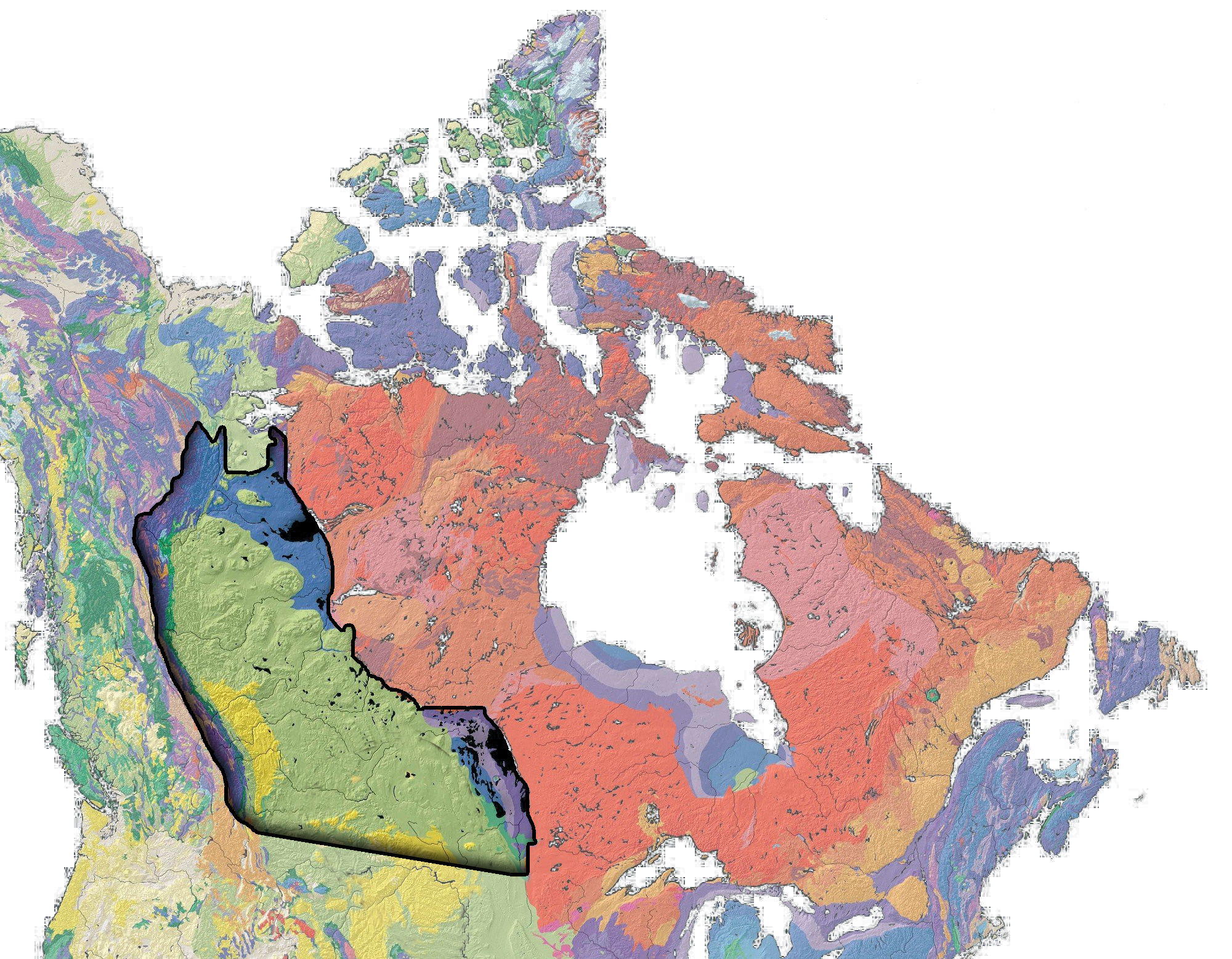
Carte du bassin sédimentaire de l'Ouest canadien.

Le bassin sédimentaire de l'Ouest canadien (BSOC) est un vaste bassin sédimentaire de 1 400 000 kilomètres carrés situé dans l'Ouest du Canada, couvrant le sud-ouest du Manitoba, le sud de la Saskatchewan, l'Alberta, le nord-est de la Colombie-Britannique et le sud-ouest des Territoires du Nord-Ouest. Il forme une vaste bande de roches sédimentaires s'étendant des montagnes Rocheuses à l'ouest au Bouclier canadien à l'Est. Il atteint environ 6 km d'épaisseur près des montagnes Rocheuses, mais s'amincit pour arriver à zéro sur son bord oriental. Il contient une des plus grandes réserves mondiales de pétrole et de gaz naturel et fournit une grande partie du marché nord-américain, Sa production était de plus de 450 millions de mètres cubes de gaz par jour en 2000. Il a également d'énormes réserves de charbon. Parmi les provinces et les territoires du BSOC, l'Alberta a la plupart des réserves de pétrole et de gaz et la quasi-totalité des sables bitumineux.

## Pétrole
Le bassin possède des réserves pétrolières et la tendance actuelle est à l'exploitation du gaz naturel et des sables bitumineux. Le pétrole de la région se présente sous deux types différents : le pétrole brut léger et le pétrole brut lourd, chacun avec des coûts de production, des modes d'exploitation et des prix de vente différents. La production de pétrole léger a atteint son apogée et la plupart des réserves de pétrole récupérables ont déjà exploitées et la production baisse de trois à quatre pour cent par an. Le pétrole lourd a également passé son pic de production avec un lent déclin prévisible. L'Alberta, qui possède la plupart des réserves, s'attend à ce que sa production de pétrole léger baisse de 42 % entre 2006 et 2016, alors que celle de lourd devrait diminuer de 35 % sur la même période. Cependant, il s'attend aussi à ce que la production de bitume et de pétrole brut synthétique provenant des sables bitumineux fasse plus que compenser la baisse de production de pétrole brut classique et comptera pour 87 % de la production pétrolière de l'Alberta en 2016.
Pour le pétrole léger, l'industrie pétrolière est à la recherche de réserves non encore découvertes, faisant des forages intercalaires entre les puits de pétrole, ou réaménageant des puits existants grâce à l'amélioration des moyens de récupération du pétrole. Des techniques telles que l'injection d'eau, de produits miscibles et de dioxyde de carbone. Actuellement, seulement environ 27 % du pétrole léger est récupéré, laissant de vastes possibilités d'amélioration.
Pour le pétrole lourd, l'industrie pétrolière cherche de nouvelles réserves dans les parties non explorées du bassin ou à appliquer de nouvelles techniques telles que les injections d'eau, les produits chauds, les injections de produits miscibles  et l'extraction par la vapeur. Actuellement seulement 15 pour cent du pétrole lourd est récupéré, laissant de grandes quantités de pétrole à récupérer dans l'avenir.

## Sables bitumineux
Il existe trois grandes zones de sables bitumineux, toutes les trois en Alberta, avec des réserves qui éclipsent celles des champs de pétrole conventionnel. Ce sont les sables bitumineux de l'Athabasca, les sables bitumineux de Cold Lake et ceux de la Rivière de la Paix, qui contiennent des réserves de 260 milliards de mètres cubes (1,6 milliard de barils), soit une quantité comparable à l'ensemble des réserves mondiales de pétrole conventionnel. Selon l'Alberta Energy and Utilities Board (maintenant connu sous le nom d'Energy Resources Conservation Board, l'ERCB), les sables bitumineux de l'Alberta contiennent des réserves de bitume récupérable de 50 milliards de mètres cubes (315 milliards de barils), avec les réserves restantes de près de 28 milliards de mètres cubes (174 milliards de barils) en fin d'année 2004.
En raison de la hausse du prix du pétrole depuis 2003, le nombre de mines est passé de quelque 46 sites existants ou en projet à quelque 135 projets d'expansion à divers stades d'exécution. Le coût estimé des dépenses pour construire lensemble des projets annoncés sur la période 2006 à 2015 est estimé à 125 milliards de dollars. Ce niveau extrêmement élevé d'activité a causé une pénurie de main d'œuvre importante en Alberta et le taux de chômage est le plus bas de l'histoire des 10 provinces canadiennes et 50 États américains ce qui constitue le principal facteur limitant la croissance de l'exploitation des sables bitumineux.

## Gaz naturel
Le Canada est le troisième plus grand producteur et le deuxième plus grand exportateur de gaz au monde, la plus grande partie de celui-ci provenant du BSOC. Les réserves y sont estimées à 4 000 km3 de gaz commercialisable (découvert et non découvert), ce qui représente environ les deux tiers des réserves de gaz du Canada. Plus de la moitié du gaz produit est exporté vers les États-Unis.
Toutefois, les réserves canadiennes de gaz représentent moins de un pour cent des réserves mondiales et s'épuisent rapidement. La majorité des grands gisements de gaz ont été découverts et une part importante des réserves découvertes ont été extraites. La production du bassin a atteint son apogée en 2001 avec une production quotidienne d'environ 450 millions de mètres cubes par jour. Le déclin global est passé de 13 % par an en 1992 à 23 % en 2002, ce qui signifie qu'actuellement 110 millions de mètres cubes par jour doivent être fournis par une autre source pour maintenir la production constante. Le bassin ayant été largement exploré et les opérateurs trouvant de moins en moins de gaz à chaque forage, cela semble improbable. Les nouvelles sources de gaz de la région viendront probablement de sources non conventionnelles comme le gaz de houille (MH).
Le nombre de puits de gaz de houille en Alberta a plus que doublé en 2005, à 7764 d'ici la fin de cette année, atteignant près de 14 millions de mètres cubes par jour. Plus de 95 % de ces puits sont situés dans la Formation du canyon Horseshoe et celle de la rivière Belly datant du Crétacé supérieur, à des profondeurs situées généralement entre 90 et 730 m. Environ 4 % des puits sont situés dans la Formation de Mannville datant du Crétacé inférieur, à des profondeurs allant de 700 à 1 300 m.
L'Ouest du bassin continuera probablement à être la principale zone de production de gaz au Canada pendant de nombreuses années. Cependant, la baisse de production et la probabilité qu'une grande partie du gaz serve à alimenter de nouvelles usines de sables bitumineux signifie que la probabilité de pouvoir fournir suffisamment de gaz pour satisfaire la demande des États-Unis est faible, et les États-Unis doivent chercher ailleurs leur approvisionnement futur en gaz.